# Eric Smith
Eric Anders Smith, född 8 januari 1997 i Halmstad, är en svensk fotbollsspelare som spelar för St. Pauli. Hans far, Anders Smith, är en före detta allsvensk fotbollsspelare. 4 juni 2022 gifte han sig med sin fru Fannie.

## Karriär
Smith började spela fotboll i Halmstads BK som femåring. Till säsongen 2014 flyttades han upp i A-truppen. I februari 2014 gjorde han sitt första inhopp i en träningsmatch mot danska Lyngby BK. Hans tävlingsdebut kom i en cupmatch borta mot IK Sirius, där han fick spela från start.
Den 28 april 2014 gjorde han sin allsvenska debut i en 4–1 bortaförlust mot IF Elfsborg, där Smith blev inbytt i den 59:e minuten mot Kristoffer Thydell. Han blev då den tredje yngsta HBK-spelaren genom tiderna i Allsvenskan (17 år, 3 månader och 20 dagar); endast Mats Lundgren och Niklas Gudmundsson har varit yngre. Den 2 augusti 2014 gjorde han sitt första allsvenska mål; det avgörande 2–1-målet i segern över Örebro SK.
Den 20 januari 2016 presenterades Smith som ny spelare för IFK Norrköping. Kontraktet skrevs på fyra år.
Den 20 juni 2018 värvades Smith av belgiska Gent, där han skrev på ett fyraårskontrakt. Smith tävlingsdebuterade i Belgiska cupen den 18 december 2018 i en 3–1-vinst över Sint-Truiden, där han blev inbytt i den 74:e minuten mot Giorgi Tjakvetadze. Tre dagar senare gjorde Smith sin ligadebut i en 4–1-vinst över Cercle Brugge, där han blev inbytt i den 60:e minuten mot Roman Yaremchuk.
Den 29 augusti 2019 lånades Smith ut till norska Tromsø på ett låneavtal över resten av året. Han debuterade i Eliteserien den 1 september 2019 i en 2–2-match mot Haugesund. I maj 2020 återvände Smith till IFK Norrköping på ett låneavtal över säsongen 2020. I januari 2021 lånades han ut till tyska FC St. Pauli på ett låneavtal över resten av säsongen 2020/2021. FC St. Pauli utnyttjade därefter en köpoption på Smith som skrev på ett treårskontrakt med klubben.